# Љиљана Хабјановић Ђуровић
Љиљана Хабјановић Ђуровић (Крушевац, 6. септембар 1953) српска је списатељица.

## Биографија
Завршила је крушевачку гимназију, а потом дипломирала на Економском факултету у Београду. Радила је као новинар у југословенском часопису Дуга.
Љиљана Хабјановић Ђуровић је најчитанији и најтиражнији српски писац од 1996. и најуспешнији српски писац у иностранству после 2000. Ауторка је 17 романа, 9 књига за децу и 1 збирке поезије. У иностранству joj је до новембра 2022. објављенa 51 књигa на 18 језика (чешки, енглески, италијански, грчки, хрватски, македонски, француски, мађарски, бугарски, украјински, руски, румунски, белоруски, грузински, албански, немачки, холандски и арапски). Њен рад је представљен у угледним књижевним часописима, а више студената славистике има за тему својих дипломских и магистарских радова њена дела.
Поводом 25 година романа ЖЕНСКИ РОДОСЛОВ и 20 година романа ПЕТКАНА издаје посебна јубиларна издања ових романа.
У Фиренци је 31. октобра 2012. године представила своје романе „Игра анђела“ и „Запис душе“ на италијанском језику, у Цркви Санта Кроче.
Живи и ради у Београду, удата је за Милована Ђуровића и има сина Хаџи-Александра Ђуровића.

## Признања

### Одликовања
- Орден Светог Саве другог реда, Божић 2007.[3]
- Орден Светог деспота Стефана Лазаревића, новембар 2016.[4]
- Орден Кнегиње Олге, доделио Његова Светост Патријарх Московски и целе Русије Кирил, новембар 2024.[5]

### Награде
- Награда Народне библиотеке Србије за најчитанију књигу године, за роман Женски родослов, 1999.
- Награда Народне библиотеке Србије за најчитанију књигу године, за роман Пауново перо, 2001.
- Награда Народне библиотеке Србије за најчитанију књигу године, за роман Игра анђела, 2004.
- Награда Кочићево перо, за роман Игра анђела, 2004.
- Награда Народне библиотеке Србије за најчитанију књигу године, за роман Игра анђела, 2005.
- Награда „Печат кнеза Лазара”, за дело Свих жалосних радост, 2005.
- Награда „Кочићева књига”, 2005.
- Награда „Златни беочуг”, 2008.
- Вукова награда, за 2009.
- Награда „Павле Марковић Адамов”, 2010.
- Награда Руске православне цркве и Форума „Православна Русија” за најбољи страни роман, за роман Игра анђела, Русија, 2011.
- Награда „Грачаничка повеља”, 2011.
- Награда „Златни витез”, на Међународном фестивалу стваралаца словенских земаља „Златни витез”, Тула (Русија), 2011.[6]
- Видовданска награда града Крушевца, 2016.[7]
- Награда „Беловодска розета”, 2019.
- Награда „Гран при про поет”, Инђија, 2020.[8]
- Златна медаља Александра Сергејевича Пушкина, 2020.[9]

## Дела
Романи
- Јавна птица, (1988)
- Ана Марија ме није волела, (1991)
- Ива, (1994)
- Србија пред огледалом, (1994)
- Женски родослов, (1996)
- Пауново перо (1999)
- Петкана, (2001)
- Игра анђела, (2003)
- Свих жалосних радост, (2005)
- Запис душе, (2007)
- Вода из камена, (2009)
- Сјај у оку звезде, (2012)[10]
- Наш отац, (2014)
- Гора Преображења, (2015)
- Онда је дошла Добра Вила, (2016)
- Со Земљи, (2018)
- То је љубав слепа сила, (2020)
- Кћери Светог Василија, (2022)
- Тамо где је она (2024)[11]

Књиге за децу
- Света Петка, (2017)
- Ива и Анђео, (2017)
- Ива и лутка, (2017)
- Ива и Две фигуре, (2018)
- Срећко и Стела, (2018)
- Ива и Мала Марија, (2019)
- Срећко и Палачинке, (2020)
- Ива и музика, (2021)
- Срећко и Божић, (2022)
- Срећко и Верољупко (2024)

Друга дела
- На путу ка Гори, збирка есеја и рефлексија (2019)
- Жена у Хиландару, збирка поезије, двојезично на српском и руском (2020)